# Jo Bauer-Stumpff
Jo Bauer-Stumpff (Amsterdam, 5 de setembre de 1873 – Amsterdam, 5 de febrer de 1964) fou una pintora neerlandesa.

## Biografia
Bauer-Stumpff va néixer en Amsterdam i es va formar a la Rijksakademie van beeldende kunsten on va estudiar sota la direcció d'August Allebé. El seu pare William Stumpff va ser director-general en el teatre Real Holandès. Ella era membre de Arti et Amicitiae -on va guanyar una medalla el 1952- i del Hollandse Aquarellisten Kring. És considerada membra del grup de dones artitas trucades Amsterdamse Joffers.J
El 1902 es va casar amb el pintor Marius Bauer. Van viure en la Vila Stamboel en Aerdenhout i a partir de 1916 en Amsterdam. Van fer viatges a l'estranger, a les Índies orientals holandeses i a Egipte. Després del seu matrimoni, la pintora, va interrompre gairebé totalment la seva producció d'obra per a cuidar el seu marit. El matrimoni no va tenir fills. Després de la defunció del seu marit, va emprendre de nou una etapa més activa com artista. És coneguda pels seus bodegons i retrats.J Els seus alumnes van ser Ans van den Berg, Frederik Henderik de Meester, i Hillegonda Henriëtte Tellekamp.